# Osman Bayezid Osmanoğlu
Pour les articles homonymes, voir Bayezid et Osmanoğlu.
Succession
Prétendant au trône ottoman
23 septembre 2009 – 6 janvier 2017
(7 ans, 3 mois et 14 jours)
Le prince Osman Bayezid Osmanoğlu ou Bayezid Osman, né le 23 juillet 1924 à Paris et mort le 6 janvier 2017 à New York, est le chef de la dynastie qui a régné sur l’Empire ottoman de 1281 à 1922 et prétendant à cet ancien trône de 2009 à sa mort.

## Biographie
Né en France, fils du prince Ibrahim Tevfik et de son épouse Hadice Sadiye, Bayezid Osman est le premier des chefs de la dynastie ottomane à être né en exil, hors de la Turquie. Après le divorce de ses parents, il s'installe avec sa mère aux États-Unis. Ayant étudié différentes langues à New York, il travaille dans une bibliothèque et avec des retraités. Il est également officier des forces armées américaines. Osman Bayezid Osmanoğlu ne s'est jamais marié et n'a pas d'enfants.
La succession de 2009 a attiré l’attention sur la règle successorale des sultans ottomans chez qui le trône revient au plus âgé des descendants mâles et par les mâles du fondateur de la dynastie. Le prétendant Osman Ertuğrul (1912-2009) avait pour grand-père paternel le sultan Abdülhamid II. Le prince Bayezid Osman est un descendant (en ligne masculine) du sultan Abdülmecit Ier. Le successeur de Bayezid Osman est le prince Dündar Ali Osman (1930-2021), qui descend (en ligne masculine) du sultan Abdülhamid II comme l’ancien prétendant.
Il meurt le 6 janvier 2017 à New York à l'âge de 92 ans.